# Guadalupe Victoria, Perote
Guadalupe Victoria är en ort i Mexiko.   Den ligger i kommunen Perote och delstaten Veracruz, i den sydöstra delen av landet, 190 km öster om huvudstaden Mexico City. Guadalupe Victoria ligger 2 406 meter över havet och antalet invånare är 1 028.
Terrängen runt Guadalupe Victoria är platt åt nordväst, men åt sydost är den kuperad. Runt Guadalupe Victoria är det ganska tätbefolkat, med 86 invånare per kvadratkilometer. Närmaste större samhälle är Perote, 4,4 km nordost om Guadalupe Victoria. Omgivningarna runt Guadalupe Victoria är en mosaik av jordbruksmark och naturlig växtlighet.